# Los Jaivas
Los Jaivas er en chilensk gruppe, hvis musik er kendetegnet ved en kombination af stilarterne progressiv rock og zamacueca, med brug af latinamerikanske instrumenter og rytmer, især fra Andes-området. Gruppen blev dannet i 1963 i Viña del Mar, der ligger på kysten i regionen Valparaíso i Chile.  De er ofte blevet betragtet som "en af de vigtigste og mest indflydelsesrige musikgrupper i Chile og resten af Sydamerika."
Deres musik har været præget af udforskning og sammensmeltning af forskellige stilarter, i begyndelsen cumbia, siden over avantgarde- og jazzimprovisation, til klassisk rock og latinamerikansk fusion.  I løbet af sin karriere, har Los Jaivas komponeret, arrangeret og fortolket både sin egen musik og sat musik til digte af Pablo Neruda, samt ind i mellem arrangeret og fortolket sange af kunstnere som Violeta Parra, Víctor Jara og Osvaldo Rodríguez.

## Historie

### Oprindelse
Gruppen blev dannet af brødrene Eduardo, Claudio og Gabriel Parra fra Viña del Mar, sammen med to af deres venner og klassekammerater fra gymnasiet i Liceo Guillermo Rivera Cotapos, Eduardo "Gato" Alquinta og Mario Mutis, da de begyndte at opdage musik som en måde at udtrykke deres kreativitet og bekymringer på. 
Den 15. august 1963, under navnet The High & Bass (hentydning til medlemmernes højdeforskel,) gav gruppen sin første optræden på Teatro Municipal i Viña del Mar, hvor de blandt andre spillede Luis Dimas' sang "Sueña".  Koncerten var katastrofal og de fik meget dårlige anmeldelser.  De næste seks år var gruppens besætning stabil (Eduardo Parra på keyboards, Claudio Parra på harmonika og klaver, Gabriel Parra på trommer, Eduardo Alquinta på guitar og Mario Mutis på bas), mens gruppen udviklede sin musik ved at optræde til fester og andre arrangementer rundt omkring i Viña del Mar, hvor de hovedsageligt spillede tropisk musik, cha-cha-cha, bossanova og bolero, med gode resultater.
Efter at have høstet musikalske erfaringer gennem flere år, satte gruppen kraftigt spørgsmålstegn ved sin musikstil.  Påvirket af universitetsreformen i Sydamerika og af amerikanske idealer, besluttede de at ændre stil til fuld musikalsk improvisation og nyskabelse.
I årene 1969 og 1971, og efter at have skiftet til det spanske navn Los Jaivas, blev gruppens koncerter helt improviserede, uden forberedelse eller program, hvor hvert musikinstrument dannede sin egen atmosfære, med hjælp fra publikum.  Improvisationen førte til påskønnelse af de latinamerikanske musikalske rødder og udforskning af de gamle instrumenters lyde, hvilket gav dem mulighed for at kombinere tilsyneladende uforenelige stilarter, men det var først senere, at gruppen besluttede at tage det med i deres musikstil.
De gav adskillige koncerter i perioden, herunder på Cutting Edge Music Festival i Viña del Mar (januar 1970), i Sala de la Reforma ved Facultad de Ciencias y Artes Musicales på Universidad de Chile (maj 1970), Cine Arte i Viña del Mar (juni 1970) og Parque ved Instituto Cultural i Las Condes kommune (maj 1970).  Desuden forberedte de soundtracket til en film, der aldrig blev offentliggjort (¿Qué Hacer? af Raul Ruiz, soundtracket blev indspillet i oktober 1970); det indgår i de femdobbelte opsamlingsalbum La Vorágine, som dokumenterer den periode, der er kendt som Los Jaivas' forhistorie.
På samme tid deltog gruppen i en legendarisk festival, Piedra Roja, samt indspillede deres første officielle fuldlængdealbum, El Volantín.  Albummet, som blev udgivet i 1971, indeholder improvisationer i stil med dem, de tidligere havde frembragt, men også de første konturer af kompositioner, især på sange som "Foto de Primera Comunión" og "Que o la Tumba Serás".

### "Todos juntos"
I april 1972 udgav gruppen singlen "Todos juntos" ("Alle sammen"), der gjorde dem populære i hele Chile. Sangen, der oprindelig var tænkt som singlens B-side, blev spillet meget i radioen og påvirkede musikmarkedet både med sit budskab om sammenhold og fred mellem mennesker og med sin kombination af latinamerikanske rytmer iblandet traditionelle rockinstrumenter. Gruppen opnåede yderligere popularitet i september 1972 med udgivelsen af deres anden single, "Mira Niñita" / "Cuero y Piel", hvis A-side blev en klassiker i Chile.
Udgivelsen af deres andet album i februar 1973, La ventana, genudgivet som Todos juntos i flere latinamerikanske lande, som indeholdt gruppens to singlers A-sider samt en række helt improviserede numre, forøgede gruppens popularitet i en tid præget af hippieideologier.  Los Jaivas fortsatte med at øge sin popularitet i Chile ved medvirken i talrige koncerter, herunder Los Caminos que se Abren i februar 1973 og igen i august samme år, i Viña del Mar, som blev deres første kontakt med symfonisk musik.
I 1973 tilbød filminstruktøren Raúl Ruiz dem at lave soundtracket til en ny film, Palomita blanca, som først blev offentliggjort nitten år senere.

### I Argentina
Efter militærkuppet i Chile 1973, hvor Augusto Pinochet tog magten, besluttede gruppen at flytte til byen Zárate i Argentina.  De var allerede kendte i landet, og i fællesskab med den brasilianske musiker Manduka indspillede de i 1974 Los Sueños de América, som indeholdt både formelle kompositioner og spontane improvisationer blandt musikerne.
Mario Mutis måtte i september 1974 vende tilbage til Chile af personlige årsager.  Mutis blev indtil sin tilbagevenden i november samme år, erstattet af Freddy Anrique, der havde deltaget i indspilningen af Palomita blanca året før.  I maj 1975 flyttede Mutis tilbage til Chile, og blev i juli erstattet på bas af Julio Anderson. Sammen med den nye bassist, indspillede gruppen albummet kendt som El indio, der blev udgivet i december.  Albummet, der blev et hit i Argentina, indeholdt blandt andre sangene "Pregón para iluminarse", "La Conquistada" samt "Tarka y Ocarina", der blev et centralt element i gruppens koncerter.
Anderson forlod gruppen igen i november 1975, i stedet indtrådte Pájaro Canzani (bas, guitar og vokal) og Alberto Ledo (charango og andre strengeinstrumenter, percussion og vokal).  Første single efter denne udvidelse af gruppen var "Mambo de Machaguay" / "En tus Horas" i 1976, efterfulgt af albummet Canción del Sur i 1977.  På albummets titelmelodi spiller Eduardo Parra for første gang i albumform på en minimoog-synthesizer.
Under opholdet i Argentina turnerede Los Jaivas over hele landet samt i Uruguay, Paraguay og Brasilien.  De optrådte hyppigt i fjernsynet og gav adskillige symfoniske koncerter, som var uden fortilfælde i Argentina, sammen med symfoniorkestrene Orquesta Sinfónica Municipal fra Mar del Plata og Orquesta Sinfónica fra Buenos Aires.  Herefter så gruppen Europa som deres næste mål, især i betragtning af den vanskellige politiske situation i Argentina, der førte til en midlertidig tilbageholdelse af Eduardo Parra.

### I Europa
I slutningen af 1977 drog Los Jaivas til Europa, hvor de slog sig ned i Paris, i et palæ fra det 18. århundrede.  Efter ankomsten gav de en række koncerter i blandt andre Le Palace, Athénee og Cité Universitaire i Paris.  I Holland optrådte de i forskellige klubber og gav en udendørs koncert i Vondel Park, en stor festival for populærmusik.
Midt i 1978, et år efter ankomsten til Europa, gav gruppen en koncert i den legendariske koncertsal L'Olympia i Paris, efterfulgt af koncerter i Belgien, Tyskland, Spanien og Italien. Samme år udgav de deres eneste eksternt producerede single, "Bebida Mágica" / "Sueño del Inca".
I 1979 var de på den første turne i England, hvor de blandt andet spillede i en sæson på Shafterbury Theatre på Piccadilly Circus i London.  Pressen udnævnte Gabriel Parra til en af de tre bedste trommeslagere i verden.  Samme år vendte Mario Mutis tilbage til gruppen, mens Pájaro Canzani forlod den til fordel for en solokarriere.
Los Jaivas tog på en stor turne i Spanien, i Palma de Mallorca, Andalusien, Madrid og gav to koncerter på Teatro Romea af Barcelona, desuden gav de en koncert i Salamanca i ørkenen.  Kort tid derefter forlod Alberto Ledo gruppen.
Samme år i november, blev gruppen nu igen med den oprindelige besætning, inviteret af Radio France til at arrangere og fortolke værker af den chilenske sanger Violeta Parra (ikke beslægtet med Parra-brødrene i Los Jaivas). Resultatet blev udgivet i 1984 som Obras de Violeta Parra.

### Verden
Ideen om at skabe musik og tolke andres værker, inspirerede i 1981 Los Jaivas til at lave et album over en del af Pablo Nerudas digtsamling Canto General, hvilket blev til deres mest berømte album, Alturas de Machu Picchu, som gav dem lejlighed til at vende tilbage til Latinamerika, hvor de i Machu Picchu i Peru, optog scener til en tv-udsendelse, som blev lavet af Canal 13 fra Chile og Canal 9 fra Peru, til ledsagelse af albummet.  Udsendelsen blev præsenteret af den peruvianske forfatter, og i 2010 modtager af Nobelprisen i litteratur, Mario Vargas Llosa.  Albummet indeholdt sange så som "Amor americano", "La poderosa muerte" og "Sube a nacer conmigo hermano".  Alturas de Machu Picchu blev et af Chiles bedstsælgende album nogensinde.
Deres koncertturne i 1981 gik til Argentina, Chile, Peru og Uruguay, og i 1982 vendte gruppen tilbage til Europa for at promovere Alturas de Machu Picchu i Tyskland, Spanien, Holland og Frankrig, samt for at indspille et nyt album, Aconcagua, der blev udgivet i Chile året efter.  Den chilenske udgave af albummet indeholdt en ny udgave af "Mambo de Machaguay", som straks blev et radiohit, og udgivelsen af albummet i andre lande indeholdt en omskrevet udgave af deres klassiker "Todos juntos".
I oktober 1982 vendte gruppen tilbage til Chile og forlod landet igen i februar 1983, med en stor afskedskoncert på Quinta Vergara i Viña del Mar, med flere end 20.000 deltagere.  Derefter gav de tre koncerter på stadionet Obras Sanitarias i Argentina, som er udgivet på albummet Los Jaivas en Argentina fra samme år.  Herefter fulgte en omfattende turne i Peru, Ecuador, Colombia, Venezuela, Mexico, Brasilien, Holland, og derefter i det daværende Sovjetunionen, hvor de spillede i Rusland, Litauen, Sibirien, Kasakhstan og Kirgisistan.  Turneen i Sovjetunionen blev udgivet som Los Jaivas en Moscú og udgivet samme sted.
Gruppen vendte igen tilbage til Chile, hvor de optog en tv-udsendelse i Provincia de la Antártica Chilena, før de gik i gang med en ny turne til Frankrig, Schweiz, Belgien, Holland, Tyskland og Finland. Turneen blev afbrudt af en invitation fra Buenos Aires til at repræsentere Chile ved Encuentro de Fraternidad Chileno-Argentino, der blev overværet af flere end 80.000 mennesker; det var den fredelige afslutning på en alvorlig grænsestrid mellem Chile og Argentina.
I juli og august 1984 var gruppen tilbage i Paris for at optage Obras de Violeta Parra (Violeta Parras værker), der blev udgivet som et dobbeltalbum med deltagelse af Isabel Parra (Violeta Parras datter) og Patrick Castillo.
Mario Mutis forlod året efter gruppen og blev erstattet af Pájaro Canzani. Med denne besætning var gruppen på sin første turne i USA og Canada, hvor de blandt andet optrådte i Carnegie Hall i New York (sammen med gruppen RataJuana) foruden Washington og Springfield.
Årene 1986 og 1987 gik med den ene turne efter den anden. Ud over de sædvanlige lande, Frankrig, Tyskland, Holland, Spanien og Italien, kom de også til Schweiz, Østrig og de nordiske lande.  Under karnevallet i Venedig gav de en koncert på Markuspladsen.

### Si tú no estás
I 1988 blev charango'en og bassisten Fernando Flores optaget i gruppen, som igen tog på turne i USA. Turneens afslutningskoncert fandt sted på Estadio Santa Laura i Chile, og den blev også afskeden med trommeslageren Gabriel Parra, som efterfølgende blev dræbt i en bilulykke syd for Lima.
Gabriel Parra blev begravet i gruppens hjemby, Viña del Mar, med deltagelse af over 100.000 mennesker. Få uger efter gik gruppen i gang med at redigere livealbummet Los Jaivas en Vivo: Gira 1988, der blev udgivet som en hyldest til dens afdøde trommeslager.
I august samme år besluttede gruppen af fortsætte, og mødtes i Paris med bassisterne Pájaro Canzani og Mario Mutis samt trommeslageren Marcelo Muñoz (Eduardo Alquintas nevø), for at færdiggøre det album, som de var begyndt at arbejde på året før sammen med den afdøde Gabriel Parra.  Albummet blev udgivet i 1989 som Si tú no estás og promoveret med en sceneoptræden på stadionet Santa Laura, kaldet Los Caminos que se Abren II, med Marcelo Muñoz på trommer, Pájaro Canzan på bas og Luis Núñez på charango, som gæstermusiker.
Det nye albums turne fandt sted i Latinamerika i løbet af sommeren 1991. Juanita Parra, afdøde Gabriel Parras 20-årige datter, spillede trommer på sangen "Corre que te pillo".  Ved gruppens tilbagevenden til Europa blev Juanita Parra officielt gruppens trommeslager, men måtte gennemgå forberedelser og øvelser, som kom til at vare fem år.  I Europa optrådte gruppen blandt andre i Toulouse, Paris, Berlin, München, Bruxelles, Antwerpen og Oslo, med medvirken af den nye trommeslager.  I 1992 udgav gruppen soundtracket til den udsatte film Palomita blanca, som var blevet indspillet i 1973.  Albummet Hijos de la tierra fra 1995 lå på toppen af hitlisterne i flere uger og blev det første album med den nye trommeslager.

### Gendannelsen
Gruppen genetablerede sig i Chile og genindspillede sin klassiske sang "Todos juntos", med medvirken af en række chilenske musikere.  Denne version, som blev anvendt som officiel kendingsmelodi ved det Sjette Iberoamerianske Topmøde i 1996, førte til indspilningen af Trilogía: El Reencuentro, som indeholdt nye udgaver af gruppens gamle sange.  På albummet medvirkede en række chilenske og latinamerikanske musikere og grupper, herunder León Gieco, Los Tres, Eduardo Gatti, Illapu, Javiera Parra og Congreso.  Albummet betød også Mario Mutis endelige tilbagevenden til gruppen som bassist.
De følgende år deltog Los Jaivas i en række aktiviteter.  Gruppen medvirkede på Victor Jara-hyldestalbummet Tributo a Víctor Jara (1998) og indspillede sange som "Todos americanos" til det Andet Amerikanske Topmøde, som fandt sted i Santiago i Chile i april 1998, og "Por los niños del mundo", bestilt af UNICEF i anledning af underskrivelsen af børnekonventionen.  Sammen med Illapu og Los Tres holdt Los Jaivas den store Hecho en Chile-koncert for 60.000 mennesker på Estadio Nacional de Chile.
På gruppens næste album, Mamalluca (1999), spillede de sammen med et komplet symfoniorkester musikken til en række digte af keyboardspilleren Eduardo Parra, inspireret af Elquidalen.

### Nyere tid
Mellem 2000 og 2002 udgav gruppen opsamlingsalbummet En el bar-restaurant 'Lo Que Nunca Se Supo', albummet Arrebol, som indeholdt nye sange indspillet i Chile og introducerede gruppens nyeste medlem, Carlos Cabezas på charango, blæseinstrumenter, percussion og vokal.  Desuden blev det dobbelte opsamlingsalbum Obras cumbres udgivet, som blev populært i hele Chile.  Den 24. februar 2002 optrådte gruppen ved Festival Internacional de la Canción de Viña del Mar og den 7. december samme år gav de en koncert med den argentinske sanger Fito Páez, begge dele blev vist på den chilenske tv-station Canal 13.
I januar 2003 døde forsangeren Eduardo Alquinta uventet på en strand i Coquimbo i det nordlige Chile.  Flere end 400.000 mennesker stod ved begravelsen i kø i op til fem timer, for at tage afsked med ham.
Gruppen besluttede at fortsætte, og optog Eduardo "Gato" Alquintas tre børn Ankatu (guitar), Eloy (fløjte, saxofon og blæseinstrumenter) og Aurora (vokal) som erstatning.  Herefter gik gruppen på en turne i Chile, kaldet Gato Presente, opkaldt efter den afdøde forsanger.  Aurora forlod kort efter gruppen, og vokalerne blev overtaget af Mario Mutis og Carlos Cabezas, hvorefter gruppen fortsatte med at turnere i Chile i 2003, samme år som de modtog udmærkelserne Premio Nacional de Música, Premio Presidente de la República og Pablo Neruda-medaljen.  Kun et år efter sin fars død, fik Eloy fik et hjerteanfald og døde i en alder af 33 år, efter at være kommet hjem fra en rejse til Argentina.  Han blev erstattet af Francis Bosco.
I 2004 genudgav gruppen sit klassiske album Alturas de Machu Picchu, for at markere hundredårsdagen for digteren Pablo Nerudas fødsel, samtidig blev der udgivet en dvd indeholdende en tv-udsendelse med gruppens opførelse af musikken, optaget i 1981 i Machu Picchu.
Los Jaivas udgav i 2005 opsamlingsalbummet Canción de amor, med kærlighedssange taget fra hele gruppens diskografi.
Sammen med Orguesta de la Armada de Chile (Chiles flådeorkester) gav gruppen blandt mange andre aktiviteter i 2006, en koncert på Påskeøen, som led i festlighederne for en måned på havet.  Den 26. september samme år viste tv-stationen Canal 13 udsendelsen Los Jaivas en Rapa Nui: Ojos que miran el universo, med brudstykker fra koncerten og interview med gruppen og indbyggerne på øen.  I november 2007 blev dvd'en Los Jaivas en Rapa Nui indeholdende koncerten, udgivet.
Den 27. september 2006 blev der udgivet et hyldestalbum til gruppen, Homenaje a Los Jaivas, hvor chilenske musikere som Álvaro Henríquez, Los Bunkers, Javiera y Los Imposibles, Difuntos Correa og Chancho en Piedra medvirkede.  Selv om de ikke var en del af den officielle hyldest, udgav gruppen Fahrenheit deres egen hyldest på den anden udgave af deres album Nuevos Tiempos, indeholdende en coverversion af "Todos juntos".
2007 begyndte som et meget aktivt koncertår for gruppen.  Den 6. januar spillede de på Estadio Nacional de Chile ved festivalen Gran Cumbre del Rock Chileno.  Samme måned, ved den tv-transmiterede Festival del Huaso de Olmué, spillede gruppen uddrag af Los Jaivas en Rapa Nui.
Los Jaivas fortsatte med at deltage i arrangementer med musikere fra de yngre generationer, eksempelvis Santiago Rock i 2008, hvor de spillede sammen med Los Tres.  I 2009 medvirkede gruppen igen i Festival del Huaso de Olmué samt i Cumbre del Rock Chileno II, som sluttede med den klassiske udgave af "Todos juntos", fremført af mange af arrangementets deltagere foran et stort publikum på Club Hípico de Santiago.
I 2009 offentliggjorde Eduardo Parra, en af Los Jaivas grundlæggere, at han var nødt til at forlade gruppen på grund af følgerne af poliosygdommen, han som barn var blevet ramt af.
Gruppen havde siden 2007 optrådt uden Eduardo Parra, med Francis Bosco som erstatning på saxofon og synthesizer.  En af gruppens andre grundlæggere, Mario Mutis, udtalte det ikke ville få betydning for gruppens fortsættelse.  I Forum Universal de las Culturas de Valparaiso 2010, hvor gruppen spillede det meste af Alturas de Machu Picchu, spillede Eduardo Parra dog overturen samt medvirkede i andre dele af koncerten.  Under fejringen af Chiles tohundredeårsdag i 2010 og i Teletón 2010, som begge fandt sted på Estadio Nacional de Chile, medvirkede Eduardo Parra også.
Gruppen skulle også have deltaget i Festival de Viña 2010, men det blev dog ikke til noget, da festivalen blev afbrudt på grund af et jordskælv den 27. februar, samme dag som de skulle have optrådt.  Gruppen blev i stedet inviteret til at spille året efter, den 25. februar 2011, hvilket samtidig markerede 40-års-jubilæeet for udgivelsen af deres første album.
Den 22. marts 2011 optrådte Los Jaivas for USA's præsident Barack Obama i Los Cañones i Palacio de La Moneda, Chiles præsidentpalads.

## Medlemmer
Tidslinjen viser de forskellige musikere, der har været medlem af gruppen siden dens begyndelse:
| Årstal »                           | 63                 | 64                 | 65                 | 66                 | 67                 | 68                 | 69                 | 70                 | 71                 | 72                 | 73                 | 74                 | 75                 | 76                 | 77                 | 78                 | 79                 | 80                 | 81                 | 82                 | 83                 | 84                 | 85                 | 86                 | 87                 | 88                 | 89                 | 90                 | 91                 | 92                 | 93                 | 94                 | 95                 | 96                 | 97                 | 98                 | 99                 | 00                 | 01                 | 02                 | 03                 | 04              | 05              | 06              | 07              | 08              | 09              | 10              | 11              |
| vokal/guitar/fløjte/bas/percussion | Eduardo Alquinta † | Eduardo Alquinta † | Eduardo Alquinta † | Eduardo Alquinta † | Eduardo Alquinta † | Eduardo Alquinta † | Eduardo Alquinta † | Eduardo Alquinta † | Eduardo Alquinta † | Eduardo Alquinta † | Eduardo Alquinta † | Eduardo Alquinta † | Eduardo Alquinta † | Eduardo Alquinta † | Eduardo Alquinta † | Eduardo Alquinta † | Eduardo Alquinta † | Eduardo Alquinta † | Eduardo Alquinta † | Eduardo Alquinta † | Eduardo Alquinta † | Eduardo Alquinta † | Eduardo Alquinta † | Eduardo Alquinta † | Eduardo Alquinta † | Eduardo Alquinta † | Eduardo Alquinta † | Eduardo Alquinta † | Eduardo Alquinta † | Eduardo Alquinta † | Eduardo Alquinta † | Eduardo Alquinta † | Eduardo Alquinta † | Eduardo Alquinta † | Eduardo Alquinta † | Eduardo Alquinta † | Eduardo Alquinta † | Eduardo Alquinta † | Eduardo Alquinta † | Eduardo Alquinta † | Eduardo Alquinta † |                 |                 |                 |                 |                 |                 |                 |                 |
| vokal/bas                          | Mario Mutis        | Mario Mutis        | Mario Mutis        | Mario Mutis        | Mario Mutis        | Mario Mutis        | Mario Mutis        | Mario Mutis        | Mario Mutis        | Mario Mutis        | Mario Mutis        | Mario Mutis        | Mario Mutis        |                    |                    |                    | Mario Mutis        | Mario Mutis        | Mario Mutis        | Mario Mutis        | Mario Mutis        | Mario Mutis        | Mario Mutis        |                    |                    |                    |                    |                    |                    |                    |                    |                    |                    | Mario Mutis        | Mario Mutis        | Mario Mutis        | Mario Mutis        | Mario Mutis        | Mario Mutis        | Mario Mutis        | Mario Mutis        | Mario Mutis     | Mario Mutis     | Mario Mutis     | Mario Mutis     | Mario Mutis     | Mario Mutis     | Mario Mutis     | Mario Mutis     |
| klaver                             | Claudio Parra      | Claudio Parra      | Claudio Parra      | Claudio Parra      | Claudio Parra      | Claudio Parra      | Claudio Parra      | Claudio Parra      | Claudio Parra      | Claudio Parra      | Claudio Parra      | Claudio Parra      | Claudio Parra      | Claudio Parra      | Claudio Parra      | Claudio Parra      | Claudio Parra      | Claudio Parra      | Claudio Parra      | Claudio Parra      | Claudio Parra      | Claudio Parra      | Claudio Parra      | Claudio Parra      | Claudio Parra      | Claudio Parra      | Claudio Parra      | Claudio Parra      | Claudio Parra      | Claudio Parra      | Claudio Parra      | Claudio Parra      | Claudio Parra      | Claudio Parra      | Claudio Parra      | Claudio Parra      | Claudio Parra      | Claudio Parra      | Claudio Parra      | Claudio Parra      | Claudio Parra      | Claudio Parra   | Claudio Parra   | Claudio Parra   | Claudio Parra   | Claudio Parra   | Claudio Parra   | Claudio Parra   | Claudio Parra   |
| keyboard/percussion                | Eduardo Parra      | Eduardo Parra      | Eduardo Parra      | Eduardo Parra      | Eduardo Parra      | Eduardo Parra      | Eduardo Parra      | Eduardo Parra      | Eduardo Parra      | Eduardo Parra      | Eduardo Parra      | Eduardo Parra      | Eduardo Parra      | Eduardo Parra      | Eduardo Parra      | Eduardo Parra      | Eduardo Parra      | Eduardo Parra      | Eduardo Parra      | Eduardo Parra      | Eduardo Parra      | Eduardo Parra      | Eduardo Parra      | Eduardo Parra      | Eduardo Parra      | Eduardo Parra      | Eduardo Parra      | Eduardo Parra      | Eduardo Parra      | Eduardo Parra      | Eduardo Parra      | Eduardo Parra      | Eduardo Parra      | Eduardo Parra      | Eduardo Parra      | Eduardo Parra      | Eduardo Parra      | Eduardo Parra      | Eduardo Parra      | Eduardo Parra      | Eduardo Parra      | Eduardo Parra   | Eduardo Parra   | Eduardo Parra   | Eduardo Parra   | Eduardo Parra   | Eduardo Parra   |                 |                 |
| trommer/percussion                 | Gabriel Parra †    | Gabriel Parra †    | Gabriel Parra †    | Gabriel Parra †    | Gabriel Parra †    | Gabriel Parra †    | Gabriel Parra †    | Gabriel Parra †    | Gabriel Parra †    | Gabriel Parra †    | Gabriel Parra †    | Gabriel Parra †    | Gabriel Parra †    | Gabriel Parra †    | Gabriel Parra †    | Gabriel Parra †    | Gabriel Parra †    | Gabriel Parra †    | Gabriel Parra †    | Gabriel Parra †    | Gabriel Parra †    | Gabriel Parra †    | Gabriel Parra †    | Gabriel Parra †    | Gabriel Parra †    | Gabriel Parra †    |                    |                    |                    |                    |                    |                    |                    |                    |                    |                    |                    |                    |                    |                    |                    |                 |                 |                 |                 |                 |                 |                 |                 |
| bas                                |                    |                    |                    |                    |                    |                    |                    |                    |                    |                    |                    |                    | Anderson           |                    |                    |                    |                    |                    |                    |                    |                    |                    |                    |                    |                    |                    |                    |                    |                    |                    |                    |                    |                    |                    |                    |                    |                    |                    |                    |                    |                    |                 |                 |                 |                 |                 |                 |                 |                 |
| quena/panfløjte                    |                    |                    |                    |                    |                    |                    |                    |                    |                    |                    |                    |                    | Alberto Ledo       | Alberto Ledo       | Alberto Ledo       | Alberto Ledo       | Alberto Ledo       | Alberto Ledo       |                    |                    |                    |                    |                    |                    |                    |                    |                    |                    |                    |                    |                    |                    |                    |                    |                    |                    |                    |                    |                    |                    |                    |                 |                 |                 |                 |                 |                 |                 |                 |
| bas/guitar                         |                    |                    |                    |                    |                    |                    |                    |                    |                    |                    |                    |                    | Pájaro Canzani     | Pájaro Canzani     | Pájaro Canzani     | Pájaro Canzani     | Pájaro Canzani     |                    |                    |                    |                    |                    | Canzani            | Canzani            | Canzani            | Canzani            |                    |                    |                    |                    |                    |                    |                    |                    |                    |                    |                    |                    |                    |                    |                    |                 |                 |                 |                 |                 |                 |                 |                 |
| bas                                |                    |                    |                    |                    |                    |                    |                    |                    |                    |                    |                    |                    |                    |                    |                    |                    |                    |                    |                    |                    |                    |                    |                    |                    |                    | Fernando Flores    | Fernando Flores    | Fernando Flores    | Fernando Flores    | Fernando Flores    | Fernando Flores    | Fernando Flores    | Fernando Flores    |                    |                    |                    |                    |                    |                    |                    |                    |                 |                 |                 |                 |                 |                 |                 |                 |
| trommer                            |                    |                    |                    |                    |                    |                    |                    |                    |                    |                    |                    |                    |                    |                    |                    |                    |                    |                    |                    |                    |                    |                    |                    |                    |                    |                    | García             | García             |                    |                    |                    |                    |                    |                    |                    |                    |                    |                    |                    |                    |                    |                 |                 |                 |                 |                 |                 |                 |                 |
| trommer                            |                    |                    |                    |                    |                    |                    |                    |                    |                    |                    |                    |                    |                    |                    |                    |                    |                    |                    |                    |                    |                    |                    |                    |                    |                    |                    |                    | Juanita Parra      | Juanita Parra      | Juanita Parra      | Juanita Parra      | Juanita Parra      | Juanita Parra      | Juanita Parra      | Juanita Parra      | Juanita Parra      | Juanita Parra      | Juanita Parra      | Juanita Parra      | Juanita Parra      | Juanita Parra      | Juanita Parra   | Juanita Parra   | Juanita Parra   | Juanita Parra   | Juanita Parra   | Juanita Parra   | Juanita Parra   | Juanita Parra   |
| vokal/charango                     |                    |                    |                    |                    |                    |                    |                    |                    |                    |                    |                    |                    |                    |                    |                    |                    |                    |                    |                    |                    |                    |                    |                    |                    |                    |                    |                    |                    |                    |                    |                    |                    |                    |                    |                    | Carlos Cabezas     | Carlos Cabezas     | Carlos Cabezas     | Carlos Cabezas     | Carlos Cabezas     | Carlos Cabezas     | Carlos Cabezas  | Carlos Cabezas  | Carlos Cabezas  | Carlos Cabezas  | Carlos Cabezas  | Carlos Cabezas  | Carlos Cabezas  | Carlos Cabezas  |
| vokal                              |                    |                    |                    |                    |                    |                    |                    |                    |                    |                    |                    |                    |                    |                    |                    |                    |                    |                    |                    |                    |                    |                    |                    |                    |                    |                    |                    |                    |                    |                    |                    |                    |                    |                    |                    |                    |                    |                    |                    |                    | A.Alquinta         |                 |                 |                 |                 |                 |                 |                 |                 |
| guitar                             |                    |                    |                    |                    |                    |                    |                    |                    |                    |                    |                    |                    |                    |                    |                    |                    |                    |                    |                    |                    |                    |                    |                    |                    |                    |                    |                    |                    |                    |                    |                    |                    |                    |                    |                    |                    |                    |                    |                    |                    | Ankatu Alquinta    | Ankatu Alquinta | Ankatu Alquinta | Ankatu Alquinta | Ankatu Alquinta | Ankatu Alquinta | Ankatu Alquinta | Ankatu Alquinta | Ankatu Alquinta |
| saxofon/fløjte                     |                    |                    |                    |                    |                    |                    |                    |                    |                    |                    |                    |                    |                    |                    |                    |                    |                    |                    |                    |                    |                    |                    |                    |                    |                    |                    |                    |                    |                    |                    |                    |                    |                    |                    |                    |                    |                    |                    |                    |                    | E. Alquinta †      | E. Alquinta †   |                 |                 |                 |                 |                 |                 |                 |
| trommer                            |                    |                    |                    |                    |                    |                    |                    |                    |                    |                    |                    |                    |                    |                    |                    |                    |                    |                    |                    |                    |                    |                    |                    |                    |                    |                    |                    |                    |                    |                    |                    |                    |                    |                    |                    |                    |                    |                    |                    |                    |                    | J.P.Bosco       | J.P.Bosco       |                 |                 |                 |                 |                 |                 |
| saxofon/fløjter                    |                    |                    |                    |                    |                    |                    |                    |                    |                    |                    |                    |                    |                    |                    |                    |                    |                    |                    |                    |                    |                    |                    |                    |                    |                    |                    |                    |                    |                    |                    |                    |                    |                    |                    |                    |                    |                    |                    |                    |                    |                    | Francisco Bosco | Francisco Bosco | Francisco Bosco | Francisco Bosco | Francisco Bosco | Francisco Bosco | Francisco Bosco | Francisco Bosco |

      Nuværende medlemmer af Los Jaivas

## Diskografi

### Studiealbummer
- La vorágine (1969-1971; genudgivet som et femdobbelt cd-sæt i 2004)
- El volantín (1971)
- La ventana, også kaldet Todos Juntos (1972)
- Palomita blanca (1973; udgivet i 1992)
- Los sueños de América med Manduka (1974; genudgivet 1979)
- Los Jaivas, også kaldet El indio (1975)
- Canción del Sur (1977)
- Alturas de Machu Picchu (1981)
- Aconcagua (1982)
- Obras de Violeta Parra (1984)
- Si tú no estás (1989)
- Hijos de la Tierra (1995)
- Trilogía: El reencuentro (1997)
- Mamalluca (1999)
- Arrebol (2001)

### Livealbummer
- Los Jaivas en Argentina (1983)
- Los Jaivas en Moscú, udgivet i Sovjetunionen (1983)
- Los Jaivas en Vivo: Gira 1988 (1991)

### Opsamlinger
- Mambo de Machaguay (1980)
- En el Bar-Restaurant 'Lo Que Nunca Se Supo' (2000)
- Obras cumbres, dobbelt cd-sæt (2002)
- Canción de amor (2005)

### Singler
- "Ayer caché" / "Todos juntos" (1972)
- "Mira niñita" / "Cuero y piel" (1972)
- "Indio hermano" / "Corre que te pillo" (1973)
- "Mambo de Machaguay" (første udgave) / "En tus horas" (1976)
- "Bebida mágica" / "Sueño del inca" (1978)
- "Hijos de la Tierra" (1995)
- "El Tren a Paysandú" (1995)
- "Arrebol" (2001)
- "Por los niños del mundo" (2001)
- "Todos americanos" (2005)

### Samlerobjekter
- 11. Festival des politischen Liedes (1981)

### Samarbejder
- De aquí y de allá med Isabel Parra (1971)
- La Yein Fonda med Los Tres (1996)

### Hyldstalbummer til Los Jaivas
- Homenaje a Los Jaivas (2006)

### Videoer og dvd'er
- Alturas de Machu Picchu en Vivo (1999)
- Mamalluca: Nace una Obra Sinfónica (2000)
- Los Jaivas en Vivo, Gira Chile 2000 (2001)
- Alturas de Machu Picchu, genudgivelse på dvd (2004)
- Los Jaivas en Rapa Nui (2007)
- París-Santiago i samarbejde med Ballet Nacional Chileno (2008)